# Ел Џабал ел Ахдар
Ел Џабал ел Ахдар (al-Ğabal al-Aẖḍar الجبل الاخضر „Зелена планина“) је густа, шумовита, плодна висоравна област у североисточној Либији. Налази се у модерним шахабијама односно областима по имену Дерна, ел Џабал ел Ахдар и Марџ.

## Опште одлике
Џабал Ахдар се састоји од планинског платоа који се уздиже до висине од 500 метара, испресецаног бројним долинама и вадијима. Налази се североисточно од Бенгазија и јужно од Дерне и Средоземног мора. Ова област је једно од ретких шумских подручја Либије која је једна од земаља са најмањим процентом шума на планети. То је уједно и један од највлажнијих делова Либије, који прима око 600 милиметара падавина годишње. Висока влажност доприноси одржавању великих шума на овом подручју, које садрже Магињу (Arbutus unedo), а успешно рађају и кромпир, воће и житарице, што спада у реткост када се узме у обзир неплодна земља каква је у Либији.
Град Бајда је главни град округа ел Џабал ел Ахдар и један је од највећих градова у региону.

## Историја

### Стари век
Старогрчка колонија Кирена је смештена у плодној долини уз Џабал Ахдар, а њене рушевине се још увек могу наћи.

### Ослобођење
Либијски вођа Омар Мухтар је користио ову густу и непроходну планинску област да се одупре италијанској војној окупацији Либије као италијанске колоније у распону од више од двадесет година, где је организовао и смишљао стратегије за либијски отпор против италијанске Либије.

## Галерија
- Средишњи део планине, околина града Бејде.
- Источни обронци планине.
- Област Марџ и планина.
- Област Ел Бакур.
- Ел Бакур на западном делу планине ел Џабал ел Ахдар, у близини Таучире.
- Дефорестација планине у близини моста Вади ел Куф.